# Leon Olszewski (polityk)
Leon Olszewski (ur. 11 kwietnia 1919 w Józefowie, zm. ?) – polski rolnik i polityk ludowy, poseł na Sejm PRL III i IV kadencji.

## Życiorys
Uzyskał wykształcenie zasadnicze zawodowe, prowadził własne gospodarstwo rolne w rodzinnej wsi. Wstąpił do Zjednoczonego Stronnictwa Ludowego, w którym był członkiem głównej komisji rewizyjnej. W 1961 i 1965 uzyskiwał mandat posła na Sejm PRL z okręgu Ełk, przez dwie kadencje zasiadał w Komisji Leśnictwa i Przemysłu Drzewnego. W 1973 został radnym Powiatowej Rady Narodowej w Augustowie.
Odznaczony Brązowym i Srebrnym Krzyżem Zasługi.